# 성소수자 경멸어 목록
성소수자 경멸어 목록은 다음과 같다.

## 한국어
- 가위충: 동성애 혐오 단어의 일종으로, 여성끼리 성행위를 하는 모습에서 유래한 레즈비언을 비하하는 단어.[1]
- 똥꼬충: 동성애 혐오 단어의 일종으로, 게이를 항문 성교와 연관지어 비하하는 단어.[2]
- 젠신병자: 트랜스젠더+정신병자의 합성어.[3]
- 물리치료: 동성애를 때려서(물리력을 가해) 치료한다는 단어이다. 디시인사이드에서는 막심 마르친케비치와 함께 묶여 사용된다.
- 죄인: 기독교인들이 동성애를 죄악으로 보는 성경 내용(레20:13, 고전6:9-10 등)에 의거하여 동성애자들을 부르는 말.

## 영어
- Faggot
- 쉬메일
- 히피메일

## 일본어
- 오카마
- 뉴하프
- 네오하프

## 같이 보기
- 성소수자 은어
- TERF
- 동성애 혐오
- 트랜스포비아